# Åke Esbjörnsson
Åke Esbjörnsson, född 21 maj 1883 i Löddeköpinge församling i Skåne, död 4 mars 1974 i Malmö Sankt Johannes församling, var en svensk civilingenjör.
Esbjörnsson var son till ombudsmannen Håkan Esbjörnsson (1838–1917) och Elna Åkesdotter (1845–1919). Han avgick 1903 med examen från Tekniska elementarskolan i Malmö och utexaminerades 1906 som diplomingenjör från Technische  Hochschule i Darmstadt. Han var 1906–1907 och 1908–1910 ritare vid Skånska Cement AB:s Limhamnförvaltning, 1910–1915 ritkontorschef vid Stockholms Superfosfatfabrik AB i Månsbo, 1915–1917 konstruktör och fabrikschef vid Jungners Kali-Cement i Norrköping, 1917–1921 ritkontorschef och tillförordnad överingenjör vid Stockholms Superfosfatfabrik AB i Ljungaverk och från 1921 ingenjör och avdelningschef vid AB Iföverken i Bromölla. Efter pensioneringen var han verksam som konsulterande ingenjör.
Han medverkade med uppsatser i Teknisk Tidskrift och i Uppfinningarnas bok. Han var även författare till några publikationer. Han var dessutom ledamot av Svenska Teknologföreningen.
Esbjörnsson gifte sig 1919 med gymnastikdirektören Sigrid Andersén (1891–1985). De hade tre döttrar: Britt Tunander (1921–2018), Anne Marie Troilius (1925–2012) och Margareta Hallerdt (1927–2018). Bland barnbarnen märks Love Arbén, Pontus Tunander, Carl-Åke Troilius, Katarina Weidhagen, Miriam Andersén och Malena Hallerdt.